# Humbertiella africana
Humbertiella africana är en bönsyrseart som beskrevs av Rehn 1912. Humbertiella africana ingår i släktet Humbertiella och familjen Liturgusidae. Inga underarter finns listade i Catalogue of Life.